# Geneviève Guitel
Geneviève Guitel (* 24. Mai 1895 in Marly-le-Roi; † 30. Juli 1982 in Neuilly-sur-Seine) war eine französische Mathematikerin. Sie ist vor allem bekannt für die Einführung des Begriffspaars Échelle longue et échelle courte (Lange und kurze Skala) zur Bezeichnung der zwei weltweit meistverwendeten Zahlennamenssysteme im Dezimalsystem.
Guitel belegte bei dem Wettbewerb zur Agrégation in Mathematik 1920 einen vorderen Platz und war dann Mathematiklehrerin am Lycée Molière in Paris.
1953 wurde sie an der Sorbonne promoviert (Doktorarbeit: Étude métrique des familles de tétraèdres et de figures apparentées). Ihre Dissertation erhielt 1955 den Prix Gegner der Académie des Sciences.
Sie veröffentlichte als Mathematikerin mindestens in der Zeitspanne 1943–1979.

## Veröffentlichungen
Unter anderem veröffentlichte sie Histoire comparée des numérations écrites (Flammarion 1975), wo sie auf S. 51–52 und im Kapitel „Les grands nombres en numération parlée“, S. 566–574, (auf Deutsch: Die großen Zahlen in wörtlicher Aufzählung) zum ersten Mal Gebrauch von den Begriffen échelle longue und échelle courte machte.
In den 1960er-Jahren veröffentlichte sie auch über Mathematik in babylonischen Keilschrifttexten.